# Kleinostheim

Gemeindegebiet mit Gemeindeteilen von Kleinostheim

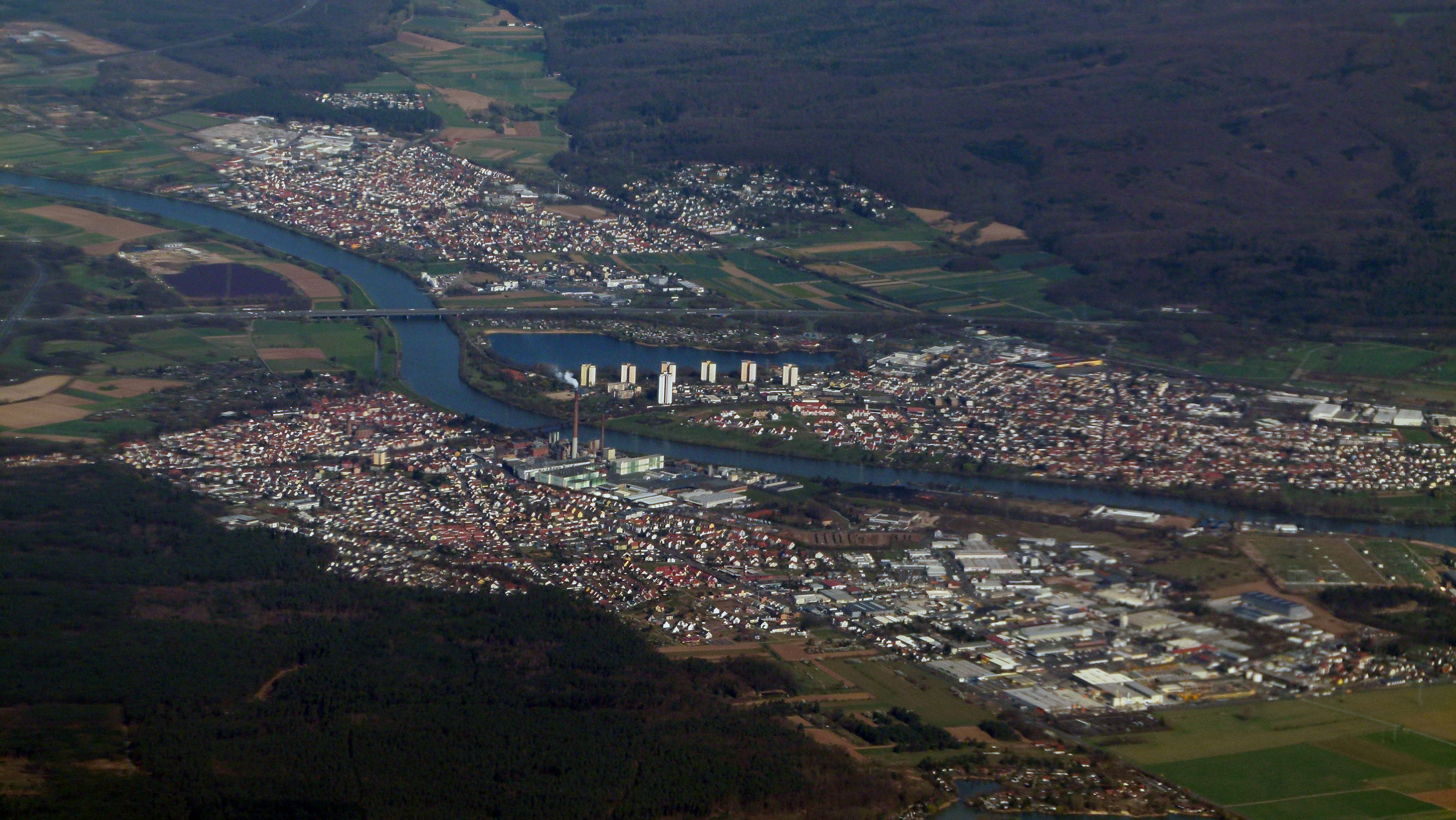
Luftbild von Stockstadt (unten), Mainaschaff (Mitte) und Kleinostheim (oben)

Kleinostheim ist eine Gemeinde im unterfränkischen Landkreis Aschaffenburg.

## Geographie

### Geographische Lage
Die Gemeinde liegt am Main am westlichen Rand des Spessarts und an der nordwestlichen Ecke des Mainvierecks nahe Aschaffenburg. Der topographisch höchste Punkt der Gemeindegemarkung befindet sich ca. 700 m südwestlich von Sternberg und ca. 1700 m nordöstlich Kleinostheims am Dreimärker mit 330 m ü. NHN (Lage), der niedrigste liegt im Main auf 101,7 m ü. NHN (Lage). Östlich des Wohngebietes befindet sich eine Exklave der Gemarkung am Löwensteingraben.

### Gemeindegliederung
Kleinostheim hat zwei Gemeindeteile (in Klammern ist der Siedlungstyp angegeben):
- Häuserackerhof (Einöde)
- Kleinostheim (Pfarrdorf)

Waldstadt, Industriegebiet West und Wingert sind keine amtlich benannten Gemeindeteile.
Es gibt nur die Gemarkung Kleinostheim.

### Nachbargemeinden
|                          | Gemeinde Karlstein am Main                  | Gemeinde Johannesberg |
| Gemeinde Mainhausen      | Kompassrose, die auf Nachbargemeinden zeigt | Stadt Aschaffenburg   |
| Markt Stockstadt am Main |                                             | Gemeinde Mainaschaff  |

### Gemeinde Kleinostheim als Wohnstadt
Aufgrund der Lage in der Metropolregion Frankfurt Rhein-Main profitiert Kleinostheim von seiner Nähe zu Städten wie Frankfurt, Offenbach, Hanau und Aschaffenburg als Wohnort von Pendlern, die in diesen Städten erwerbstätig sind. Die Bevölkerung hat sich dadurch seit den 1960er Jahren von 4000 auf über 8000 verdoppelt.
Durch die günstige Verkehrsanbindung über eine wichtige Nord-Süd-Verbindung der Eisenbahn (Main-Spessart-Bahn), die Bundesautobahnen A 3 und A 45 sowie die Rhein-Main-Donau-Wasserstraße mit dem nahen Hafen Aschaffenburg sind Ziele innerhalb und außerhalb der Metropolregion gut erreichbar.

## Name

### Etymologie
Der ursprüngliche Name Osenheim besteht aus dem althochdeutschen Wort haim, das Behausung oder Wohnsitz bedeutet, und dem Personennamen Ozzo. Erst im Jahre 1594 findet sich die Richtungsangabe Osten angedeutet. Der Zusatz Klein unterscheidet es vom naheliegenden Ort Großostheim, der seinen Namen jedoch nicht von einem Personennamen, sondern von der Himmelsrichtung hat. Im örtlichen Dialekt wird der Ort Kloaousdm ([klɑ̃ousdm]) genannt.

### Frühere Schreibweisen
Frühere Schreibweisen des Ortes aus diversen historischen Karten und Urkunden:
| - 750 Osenheim - 975 Ozzenheim - 1000 Ozenheim - 1150 Ozzenheim - 1248 Ozenheim - 1312 Ozzinheim | - 1321 Ozenheym - 1532 Ossenheim - 1594 Ostenheim - 1633 Klein Osenheim - 1805 Kleinostheim |

## Geschichte

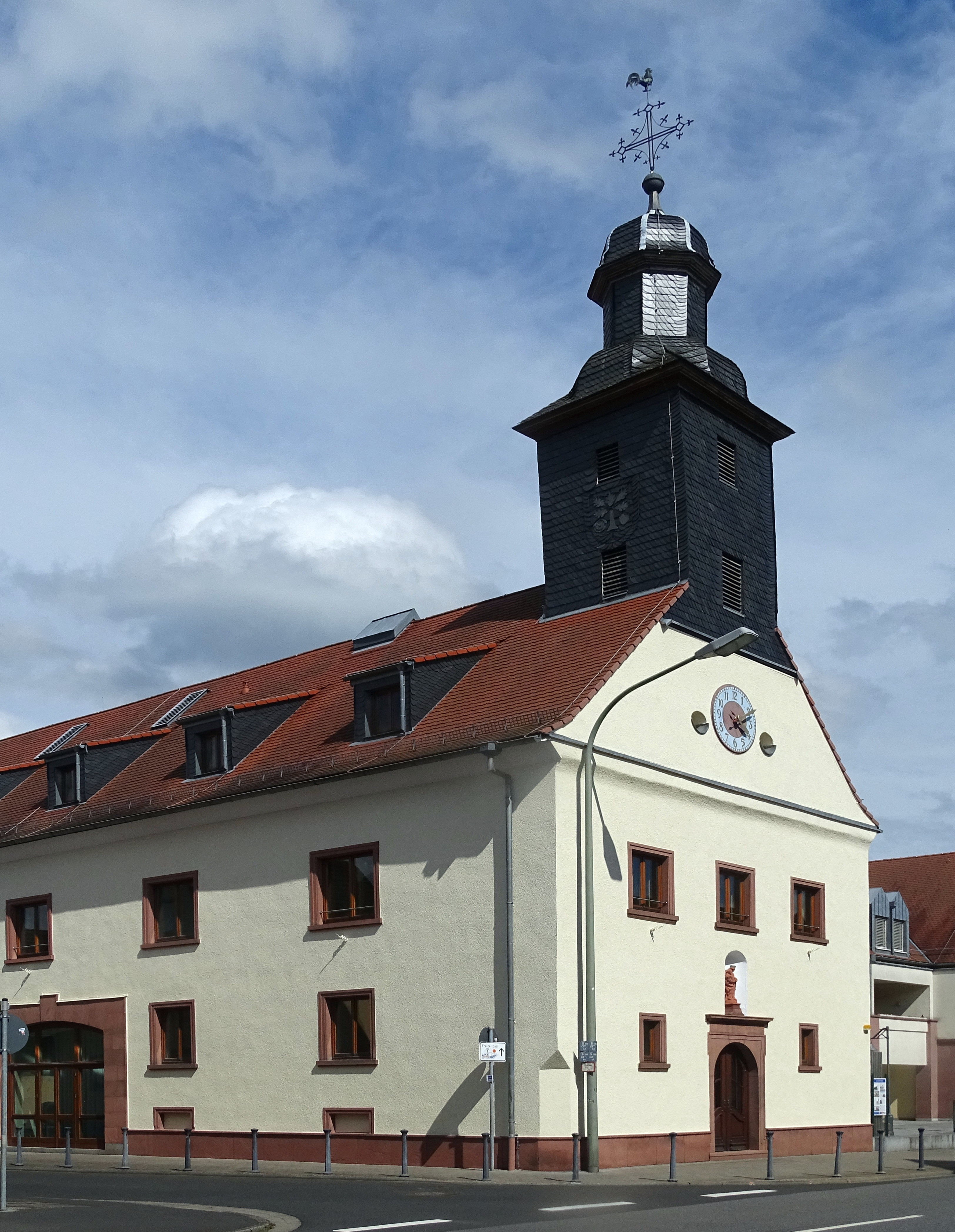
Ehemalige Laurentiuskirche, jetzt Musikschule

Kleinostheim wurde wahrscheinlich im 6. Jahrhundert als Ossenheim von den Franken gegründet und 975 erstmals urkundlich erwähnt. Fast tausend Jahre lang war es kirchlich und politisch eng mit dem Stift St. Peter und Alexander in Aschaffenburg verbunden.
Kleinostheim kam im Jahr 1814 zu Bayern, zuvor gehörte es (seit dem 10. Jahrhundert) zu Kurmainz.
Am 1. Juli 1862 wurde das Bezirksamt Aschaffenburg gebildet, auf dessen Verwaltungsgebiet Kleinostheim lag. 1939 wurde wie überall im Deutschen Reich die Bezeichnung Landkreis eingeführt. Kleinostheim war nun eine der 33 Gemeinden im Altkreis Aschaffenburg. Dieser schloss sich am 1. Juli 1972 mit dem Landkreis Alzenau in Unterfranken zum neuen Landkreis Aschaffenburg zusammen.
Im Zuge des Luftkrieges im Zweiten Weltkrieg gegen das Deutsche Reich wurden bei einem Fliegerangriff am 21. Januar 1945 mehr als 500 Gebäude beschädigt oder gänzlich zerstört, 61 Menschen fanden den Tod. Daran erinnert die 1995 neu gestaltete Gedenkstätte auf dem Friedhof.
1951 wurde die dritte Laurentiuskirche in der mehr als 1000-jährigen Geschichte der katholischen Gemeinde geweiht, 1955 unweit davon die Markuskirche für die junge evangelische Gemeinde.
Anlässlich des 1050-jährigen Bestehens bekam Kleinostheim 2025 eine eigene Hymne. Die Hymne würdigt die Schönheit, Tradition und Gemeinschaft Kleinostheims in vier Strophen.

### Einwohnerentwicklung
Im Zeitraum 1988 bis 2018 stieg die Einwohnerzahl von 7256 auf 8193 um 937 Einwohner bzw. um 12,9 %. 2005 zählte die Gemeinde 8344 Einwohner.
Quelle: BayLfStat

## Politik

### Gemeinderat
Der Gemeinderat hat (ohne Ersten Bürgermeister) 20 Mitglieder.
|      | CSU | SPD | GRÜNE | FW | FDP | Gesamt   |
| 2020 | 7   | 2   | 3     | 7  | 1   | 20 Sitze |

(Stand: Kommunalwahl am 15. März 2020)

### Bürgermeister
Dennis Neßwald ist seit Mai 2014 Erster Bürgermeister. Er wurde im März 2014 in einer Stichwahl gegen Bodo Kaufmann (CSU) mit 62,6 % zu 37,4 % der Stimmen gewählt und war bei Amtsantritt der jüngste Bürgermeister in Bayern. Sein Vorgänger Hubert Kammerlander war nach 18 Jahren nicht mehr angetreten. Neßwald wurde am 15. März 2020 mit 64,3 % der Stimmen für weitere sechs Jahre im Amt bestätigt.
Die Bürgermeister seit 1945:
- 1945–1945: Emil Weiglein (SPD)
- 1946–1948: August Schüßler (CSU)
- 1948–1960: Karl Wienand (parteilos)
- 1960–1978: Heinrich Geißler (Unabhängig, ab 1972 CSU)
- 1978–1996: Konrad Frieß (CSU)
- 1996–2014: Hubert Kammerlander (Unabhängig)
- seit 2014: Dennis Neßwald (FW)

### Wappen
| Wappen Gde. Kleinostheim | Blasonierung: „Über silbernem Wellenschildfuß in Rot eine goldene Eiche, beseitet rechts von einem sechsspeichigen silbernen Rad, links von einem silbernen Spatenblatt.“ |
| Wappen Gde. Kleinostheim | Wappenbegründung: Kleinostheim liegt zwischen Main und Spessart, der für Eichenwälder charakteristisch ist. Im Wappen wird dies durch die Eiche symbolisiert. Der Wellenschildfuß weist auf die geografische Lage der Gemeinde zwischen Main und Spessart hin. Kleinostheim ist eine sehr alte Siedlung mit einer landwirtschaftlichen Geschichte von mehr als 20 Jahrhunderten, hierauf weist im Wappen das Spatenblatt hin, das bei Ausgrabungen gefunden wurde und aus keltischer Zeit stammt. Das Rad („Mainzer Rad“) und die Farben Rot und Silber sind dem Wappen des Kurstaats Mainz entnommen und erinnern an die Zugehörigkeit des Gemeindegebiets zu diesem Staat. Dieses Wappen wird seit 1975 geführt. |

### Gemeindepartnerschaften
- Frankreich: Bassens (Gironde), seit 1980

## Wirtschaft und Infrastruktur

### Verkehr
- Bahnhof an der Main-Spessart-Bahn (Hauptstrecke Frankfurt–Aschaffenburg) mit P+R Anlage
- Autobahn A 3, zwischen Frankfurt (ca. 40 km entfernt) und Würzburg (ca. 80 km entfernt)
- Anschluss zur A 45 mit der Mainbrücke
- Buslinien 31 und 50 der VAB.
- Main-Radweg – ca. 6 km langer Abschnitt im Gemeindegebiet

### Freiwillige Feuerwehr
Seit 1878 besteht in Kleinostheim die Freiwillige Feuerwehr. Die nahe gelegenen Bundesautobahnen A3 und A45, die Bundeswasserstraße Main und die Bahnlinie Frankfurt-Würzburg erzeugen ein überdurchschnittliches Gefahrenpotential, weshalb die Freiwillige Feuerwehr Kleinostheim mit einem entsprechenden Fuhrpark und Gerätschaften ausgestattet ist, was sie zu einer der größeren Wehren im Landkreis Aschaffenburg macht. Das Feuerwehrhaus befindet sich in der Industriestraße 11. Die Freiwillige Feuerwehr Kleinostheim führt im Landkreis Aschaffenburg den Lehrgang Absturzsicherung durch.

### Bildung
In Kleinostheim gibt es die Kinderkrippe St. Vinzenz von Paul und drei Kindergärten: Spatzennest (Träger Gemeinde Kleinostheim), St. Laurentius (Träger Katholische Kirche) und St. Markus (Träger Evangelisch-luth. Kirche).
Die Grundschule Wilhelm Emmanuel von Ketteler hat nur noch eine Ganztagesklasse ab dem Schuljahrgang 2017. Eine Mittagsbetreuung wird durch Haus St. Vinzenz von Paul angeboten. Mit der Fertigstellung des Neubaus der Grundschule im Jahr 2009 wurde auch die Hauptschule in Kleinostheim eingestellt, Schüler aus Kleinostheim, die die Mittelschule besuchen, besuchen seitdem die Ascepha Schule in Mainaschaff. Aufgrund der Tatsache, dass die Entscheidung hierzu recht spät während des Baus gefällt wurde, profitiert die Grundschule von Ausstattung, die eigentlich nur aufgrund der damals noch geplanten Hauptschule geplant war.

### Sportstätten
In Kleinostheim gibt es zwei Sporthallen, die dreiteilige Maingauhalle sowie die zweiteilige Schulturnhalle. Die Maingauhalle eignet sich aufgrund von weiteren Veranstaltungsräumen auch für weitere Veranstaltungen. Beide Hallen befinden sich in direkter Nachbarschaft zum Hallenbad Vitamar. Dieses verfügt über ein 50-Meter-Becken sowie ein Kinderbecken. Das 50-Meter Becken erlaubt durch einen Hubboden die Aufteilung in einen 40 Meter langen Schwimmerbereich und einen 10 Meter langen Nichtschwimmerbereich. Dieser kann Tiefen zwischen 90 cm und 175 cm haben.
Vor dem Vitamar befindet sich eine Skaterbahn, welcher unter Einbezug der Jugendlichen geplant wurde.
Außerdem kann die Außenanlage der Wilhelm Emmanuel von Ketteler Grundschule von Vereinen sowie teilweise auch von der Öffentlichkeit mitgenutzt werden.
Zwischen Hauptort und Waldstadt befindet sich an der Bahnlinie ein Bolzplatz, weitere – aber nichtöffentliche – Fußballplätze befinden sich auf dem Gelände des SV Vorwärts.

## Persönlichkeiten
- Rudolf Klein (1908–1986), Ingenieur, Professor für Eisenbahn- und Straßenwesen
- Josef Moder (1909–1986), Schriftsteller und Pädagoge
- Günter Wegner (1937–2016), Archäologe
- Bodo Maria (* 1943), Sänger, Komponist und Liedtexter
- Jürgen Wuchner (1948–2020), Jazzmusiker
- Gerhard Weisenberger (1952–2024), Ringer
- Bruno Preisendörfer (* 1957), Schriftsteller
- Stefan Schlett (* 1962), Extremsportler
- Michael Sommer (* 1972 oder 1973), dreifacher Segelflugweltmeister

## Verschiedenes
In Kleinostheim wird das Grobirnfest gefeiert. Die „Gute Graue“ in der regionalen Mundart „Grobirn“ ist eine Tafelbirnenart, die im 17. Jahrhundert aus Frankreich als Beurre gris eingeführt wurde.